# Upplands-Bro landskommun
Upplands-Bro landskommun var en tidigare kommun i Uppsala län.

## Administrativ historik
Kommunen bildades vid kommunreformen 1952 genom sammanläggning av de tidigare landskommunerna Stockholms-Näs, Västra Ryd, Håbo-Tibble, Håtuna samt Bro och Låssa.
Kommunen ägde bestånd fram till 1971 då den ombildades till Upplands-Bro kommun.
Kommunen förde inget heraldiskt vapen.

### Kyrklig tillhörighet
I kyrkligt hänseende tillhörde kommunen församlingarna Bro, Håbo-Tibble, Håtuna, Låssa, Stockholms-Näs (sedan 1967 Kungsängen) och Västra Ryd.

## Befolkningsutveckling
| Befolkningsutvecklingen i Upplands-Bro landskommun 1951–1969                                                                 | Befolkningsutvecklingen i Upplands-Bro landskommun 1951–1969 | Befolkningsutvecklingen i Upplands-Bro landskommun 1951–1969 | Befolkningsutvecklingen i Upplands-Bro landskommun 1951–1969 | Befolkningsutvecklingen i Upplands-Bro landskommun 1951–1969 |
| --- | ------------------------------------------------------------ | ------------------------------------------------------------ | ------------------------------------------------------------ | ------------------------------------------------------------ |
| |                                                              |                                                              |                                                              |                                                              |
| År |                                                              |                                                              | Invånare                                                     |                                                              |
| 1951 | 1951                                                         |                                                              | 3 645                                                        | 3 645                                                        |
| 1955 | 1955                                                         |                                                              | 3 453                                                        | 3 453                                                        |
| 1960 | 1960                                                         |                                                              | 3 873                                                        | 3 873                                                        |
| 1965 | 1965                                                         |                                                              | 5 782                                                        | 5 782                                                        |
| 1969 | 1969                                                         |                                                              | 8 531                                                        | 8 531                                                        |
| Befolkning den 31 december enligt den administrativa indelningen den 1 januari följande år Källa: SCB:s historiska statistik |                                                              |                                                              |                                                              |                                                              |

## Geografi
Upplands-Bro landskommun omfattade den 1 januari 1952 en areal av 235,06 km², varav 230,53 km² land. Efter nymätningar och arealberäkningar färdiga den 1 januari 1956 omfattade landskommunen den 1 januari 1961 en areal av 242,96 km², varav 238,40 km² land.

### Tätorter i kommunen 1960
| Tätort     | Folkmängd |
| ---------- | --------- |
| Kungsängen | 886       |
| Bro        | 601       |

Tätortsgraden i kommunen var den 1 november 1960 38,2 procent.

## Näringsliv
Vid folkräkningen den 31 december 1950 var kommunens befolknings huvudnäring uppdelad på följande sätt:
- 50,6 procent av befolkningen levde av jordbruk med binäringar
- 22,3 procent av industri och hantverk
- 7,6 procent av samfärdsel
- 6,5 procent av offentliga tjänster m.m.
- 6,2 procent av handel
- 3,5 procent av husligt arbete
- 0,1 procent av gruvbrytning
- 3,5 procent av ospecificerad verksamhet.

Av de förvärvsarbetande jobbade bland annat 42,4 procent med jordbruk och boskapsskötsel, 7,4 procent med samfärdsel samt 7,4 procent med byggverksamhet. 200 av de förvärvsarbetande (13,4 procent) hade sin arbetsplats utanför kommunen.

## Politik

### Mandatfördelning i valen 1950–1966
| 19 |  | 5 | 5 | 5 |

| 34 |

| 18 |  | 5 | 5 | 6 |

| 33 |

| 19 | 6 | 4 | 6 |

| 34 |

| 20 | 5 | 4 | 6 |

| 32 |

| 2 | 16 | 5 | 6 | 6 |

| 33 |